# Hexalobus mossambicensis
Hexalobus mossambicensis är en kirimojaväxtart som beskrevs av N. Robson. Hexalobus mossambicensis ingår i släktet Hexalobus och familjen kirimojaväxter. IUCN kategoriserar arten globalt som otillräckligt studerad. Inga underarter finns listade i Catalogue of Life.